# Euphyia subgriseata
Euphyia subgriseata là một loài bướm đêm trong họ Geometridae.